# Rechteckstempel

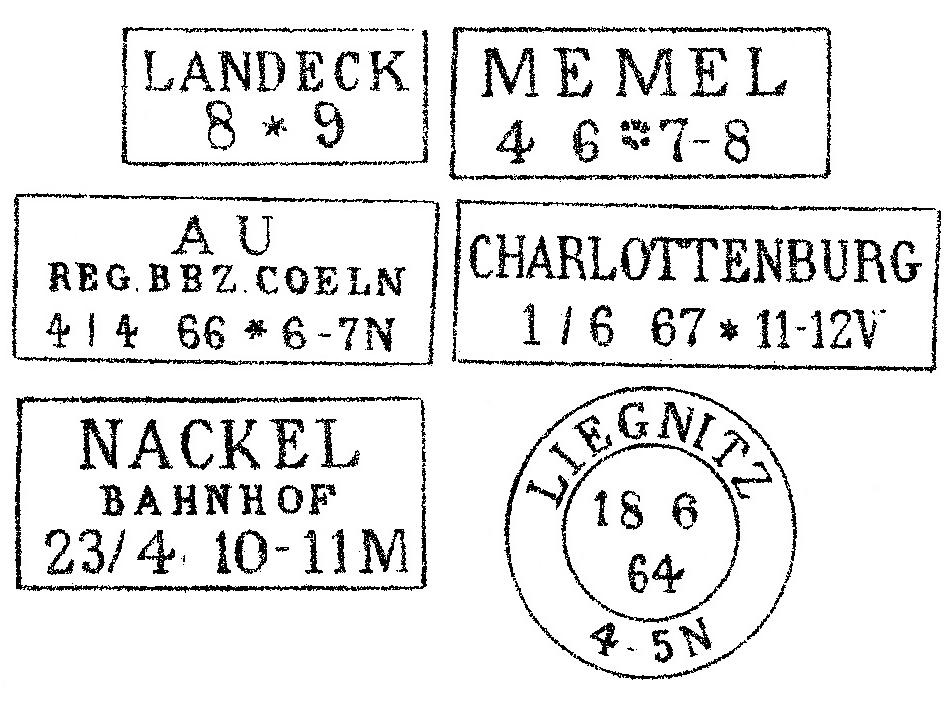
Mehrere preußische Rechteckstempel und ein Zweikreisstempel

Der Rechteckstempel zählt zu den Viereckstempeln und hat einen Umriss eines Rechtecks. Nach den kreisrunden Stempeln ist das die außerdem häufigste vorkommende Stempelform. Auch quadratische Umrisse und Stempel mit abgerundeten Ecken zählen hierzu, obwohl das nach streng geometrischen Kriterien nicht stimmen würde. Die Bezeichnung Kastenstempel sollte nach Möglichkeit nicht hierfür verwendet werden, weil ein Kasten etwas dreidimensionales ist. Als Rahmenstempel werden eher solche bezeichnet, die eine doppelte oder eine besonders dicke Randlinie aufweisen.
Als Tagesstempel kamen sie früher öfter vor, außerdem gibt es sie als postalische Kennzeichnungs-, Hilfs- und Nebenstempel und ähnliches. Innerhalb des Rechtecks können sich eine, zwei oder mehrere Zeilen Stempeltext befinden. Die äußeren Umrahmungslinien gibt es nicht nur als schlichte Geraden, sondern ebenfalls in verzierten Ausführungen. Es gibt Formen mit mehrfach ineinander verschachtelten, rechteckigen Rahmenlinien, dann aber eher als Nummernstempel.